# Amerikanisches Hochland

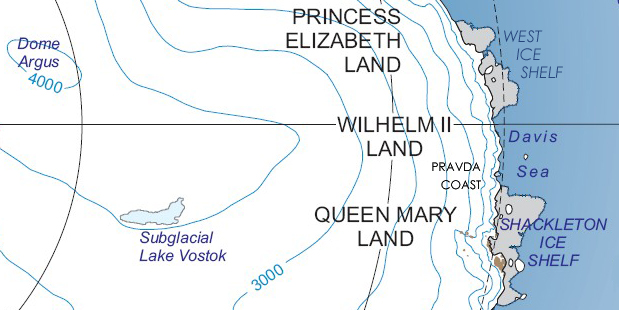
Küstengebiete des Amerikanischen Hochlands

Das Amerikanische Hochland (auch Amerika-Hochland, englisch American Highland) ist eine Region in Ostantarktika. Es handelt sich hierbei um eine größtenteils ebene Eisfläche mit einer Fläche von etwa 200.000 km². Das Amerikanische Hochland liegt zwischen 70° O und 100° O sowie zwischen 85° S und etwa 70° S. Im Osten grenzt es an den Lambertgletscher, im Westen geht es in das Wilkesland und im Süden in das Polarplateau über.
Die Eiskappe der Antarktis erreicht im Amerikanischen Hochland eine Dicke von 2000 bis 3000 m. Deshalb ist in den letzten Jahren der Forschungsbetrieb intensiviert worden. Insbesondere Klimatologen interessieren sich für die Region, da durch Eiskernbohrungen das Klima aus vergangenen Zeiten rekonstruiert werden kann.
Der nördliche, d. h. küstennahe, Teil des Gebietes wird auch von West nach Ost in drei Teile eingeteilt:
1. Prinzessin-Elisabeth-Land (Princess Elizabeth Land) zwischen 75° O und 80° O
2. Kaiser-Wilhelm-II.-Land (Wilhelm II Land) zwischen 80° O und 85° O
3. Königin-Marie-Land (Queen Mary Land) zwischen 85° O und 100° O

Alternativ wird es im Hinterland der Ingrid-Christensen-Küste (72°33° O bis 81°24' O) angesiedelt.
Westlich von Prinzessin-Elisabeth-Land liegt bei 75–73° O eine kleine Bergkette namens Grove Mountains.
Entdeckt und erforscht wurden Teile des Amerikanischen Hochlandes durch den US-amerikanischen Polarforscher Lincoln Ellsworth während eines Fluges über das Innere des antarktischen Kontinents am 11. Januar 1939. Dieser benannte das Gebiet auch American Highland. Im Kalten Krieg geriet der Name jedoch zu einem Kuriosum, da im östlichen Gebiet die Sowjetunion die Forschungsstationen Wostok, Pionerskaya und Komsomolskaya errichtete. Es war allerdings keine politische Entscheidung, diese Stationen im Amerikanischen Hochland zu errichten, sondern eine rein wissenschaftliche.
Offiziell erhebt Australien Anspruch auf das Amerikanische Hochland. Durch den Antarktisvertrag ist dieser Anspruch jedoch zurzeit ausgesetzt.